# Zonnebeke
Zonnebeke es una Commune o término municipal de Bélgica, situada en la provincia de Flandes Occidental. A comienzos de 2018 contaba con una población total de 12.445 personas. La extensión del término es de 67,57 km², con una densidad de población de 184 habitantes por km².

## Geografía

### Secciones del municipio
El municipio comprende los antiguos municipios, que se fusionaron en 1977:
| - Zonnebeke - Beselare - Geluveld - Passendale - Zandvoorde |

## Demografía

### Evolución
Todos los datos históricos relativos al actual municipio, el siguiente gráfico refleja su evolución demográfica, incluyendo municipios después de efectuada la fusión el 1 de enero de 1977.
| Gráfica de evolución demográfica de Zonnebeke entre 1846 y 2020 |
|                                                                 |

- Datos: Q214154
- Multimedia: Zonnebeke / Q214154

1. ↑  Worldpostalcodes.org, código postal n.º 8980.